# Parque Temático Ecológico Maynas
El Parque Temático Ecológico Maynas  también  conocido como Parque Temático Ecológico Cerro Palmeras fue un parque ubicado en la ciudad de Iquitos, el parque se encuentra en el cerro Palmeras por lo que comparte zona con el tanque de agua de la empresa estatal Sedaloreto y con una base del ejército peruano. El Parque se encuentra en una posición privilegiada al tener acceso a la Av. Quiñones y el Jirón Moore.

## Historia
La construcción del parque fue propuesta por la Municipalidad Provincial de Maynas el año 2013 y aprobada el 2014 dicha obra está a cargo del arquitecto Manuel Alfonso Guevara Mendoza el mismo que ganó la licitación para la remodelación de la Plaza Sargento Lores, junto con el mirador local se lograra incentivar el turismo en esa zona además de servir como punto de reunión y descanso. 
Se espera que este parque sirva como lugar de atracción para las personas que viven en los distritos de Iquitos, Belén y San Juan.

## Construcción
La obra estaba acabada un 80% y se previó que se inauguren en junio del 2016, que se daría inicio con un colorido Pasacalles en donde se tiene previsto la participación de instituciones públicas y privadas, así como una serie de actividades programadas (bailes, dinámicas, proyección de videos ecológicos, etc) y un recorrido por el cerro Palmeras según lo dijo representantes de la municipalidad, todo esto a vísperas de la fiesta de San Juan.